# Мирано
Мирано (итал. Mirano, вен. Miràn) — коммуна в Италии, располагается в провинции Венеция области Венеция.
Население составляет 26 123 человека (на 2004 г.), плотность населения — 580 чел./км². Занимает площадь 45 км². Почтовый индекс — 30035. Телефонный код — 041.
Покровителем коммуны почитается Архангел Михаил. Праздник ежегодно отмечается 21 сентября.